# Alexandre Derrien

a Compétitions nationales et continentales officielles uniquement.

b Matchs officiels uniquement.
Dernière mise à jour le 21 novembre 2020.
Alexandre Derrien, né le 30 juin 1992 à Lyon, est un joueur français de rugby à XV qui évolue au poste de troisième ligne aile.

## Biographie
Alexandre Derrien grandit à Villefranche-sur-Saône, avant d'entamer sa formation de rugby au CS Villefranche,. En 2008, il rejoint le CS Bourgoin-Jallieu en 2e année de la catégorie cadet, avant d'intégrer le centre de formation de haut niveau deux ans plus tard ; il joue en parallèle au pôle espoirs du lycée Louis Armand pendant trois saisons.
Il intègre le Centre national du rugby la promotion 2010-2011 Adrien Chalmin du Pôle France, portant le maillot national en catégorie des moins de 19 ans. Une saison plus tard, il est appelé en équipe de France des moins de 20 ans pour disputer le championnat du monde junior 2012.
Après la relégation administrative du club berjallien à l'issue de la saison 2011-2012 en Fédérale 1, Derrien rejoint le centre de formation du Lyon OU,. Il joue ainsi son premier match professionnel le 25 novembre 2012 sur le terrain du RC Massy en tant que remplaçant, avant d'être titularisé pour la première fois une semaine plus tard. Il compte en 2013 plusieurs sélections sous le maillot de l'équipe de France universitaire.
Il suit des études supérieures d'ingénierie à l'Institut national des sciences appliquées de Lyon en section sportive de haut niveau, tout en continuant sa carrière de rugby professionnelle en parallèle. En 2014, il est sacré avec le club rhodanien champion de France de Pro D2.
Au mois de juillet 2015, Derrien effectue des essais avec l'US Dax ; il s'engage officiellement à la fin de l'intersaison, une fois le maintien en Pro D2 du club acté, signant un contrat d'un an tout en prenant une année de césure dans son cursus scolaire.
Après une saison, il choisit ensuite de quitter le club et la pratique professionnelle du rugby afin de reprendre ses études, et s'engage en division amateur avec l'ASVEL. Il décroche en parallèle son diplôme d'ingénieur en génie mécanique.
Alors qu'en 2020, les clubs de l'ASVEL et du RC Rillieux s'unissent afin de former le Stade métropolitain, Derrien reste à Villeurbanne sous ces nouvelles couleurs.

## Palmarès
- Championnat de France de rugby à XV de 2e division :
  - Vainqueur : 2014 avec le Lyon OU.